# Termo

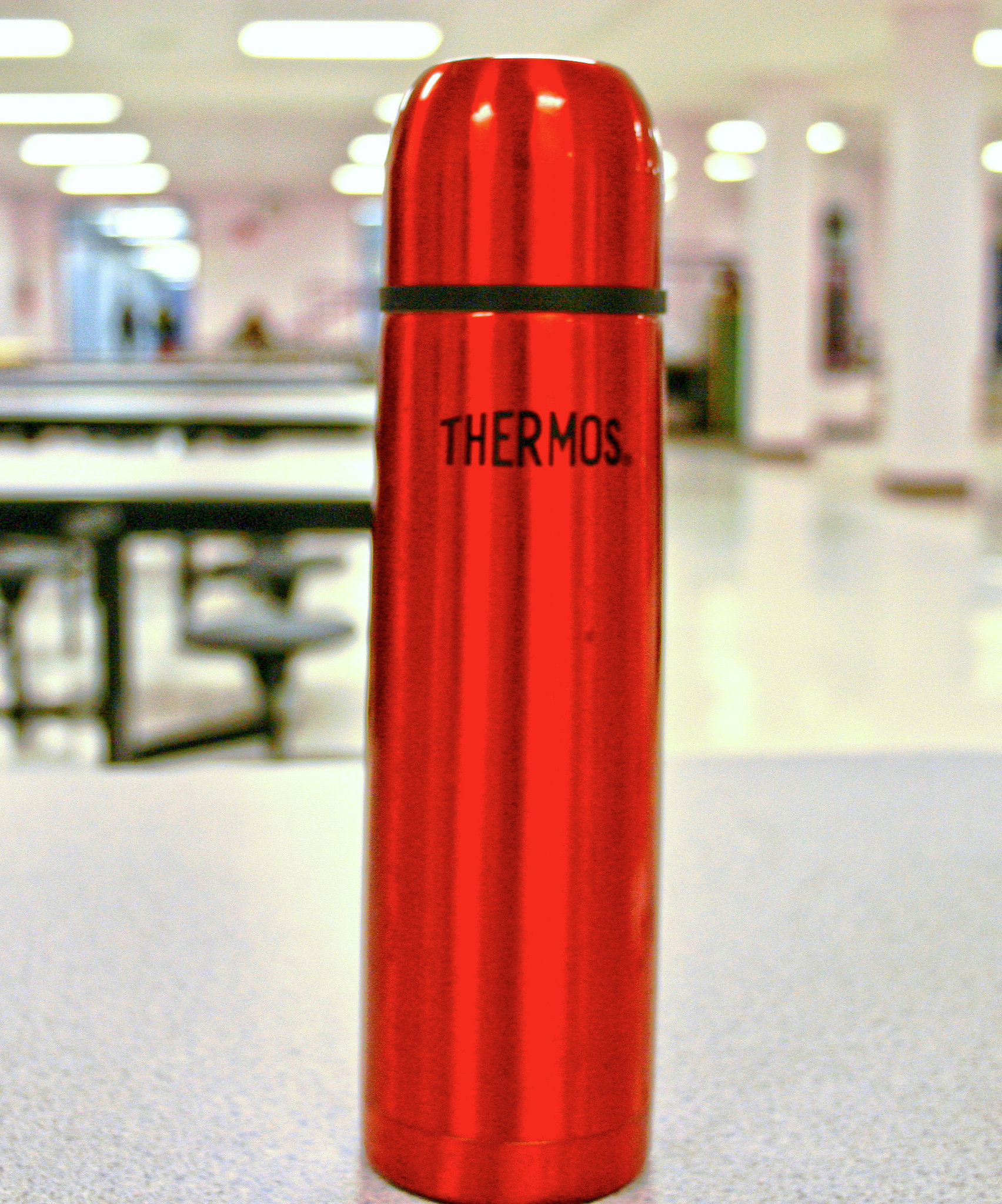
El diseño típico de un frasco de vacío de la marca Thermos, utilizado para mantener la temperatura de los líquidos como café.

Un frasco de vacío, también conocido como frasco de Dewar, botella de Dewar o termo, es un recipiente de almacenamiento aislante que permite aumentar considerablemente el tiempo durante el cual su contenido permanece más caliente o más frío que el entorno del frasco. Inventado por sir James Dewar en 1892, el frasco de vacío consiste en dos frascos, dispuestos uno dentro del otro y unidos por el cuello. La separación entre los dos frascos es parcialmente evacuada del aire, creando un casi-vacío  que reduce significativamente la transferencia de calor por conducción o por convección.
Los termos se utilizan en el mercado doméstico para mantener las bebidas calientes o frías durante periodos de tiempo prolongados y para muchos fines en la industria.

## Historia

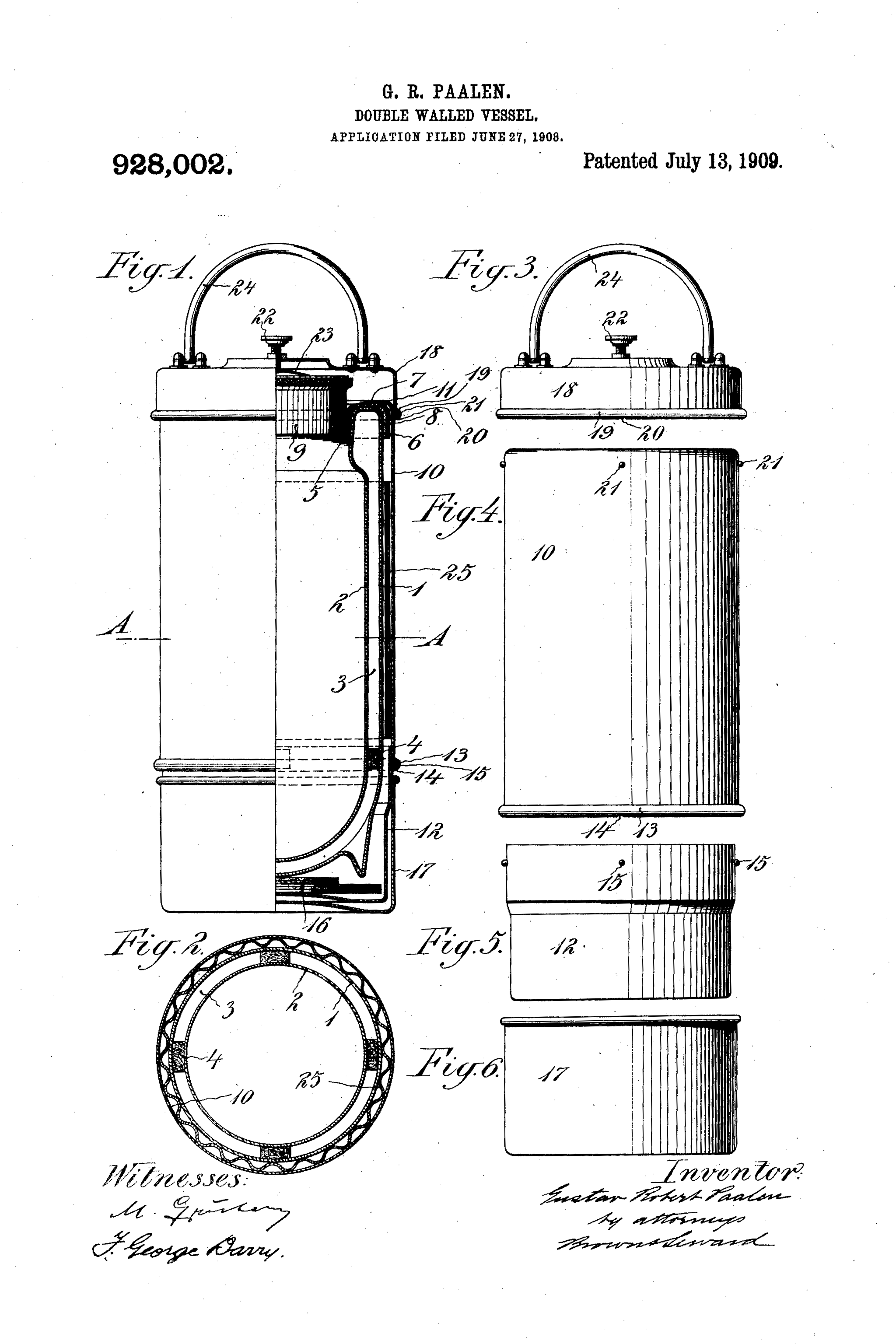
Gustav Robert Paalen, recipiente de doble pared, 1. Patente de 27 de junio de 1908, publicada el 13 de julio de 1909.

El frasco de vacío fue diseñado e inventado por el científico escocés sir James Dewar en 1892, como resultado de su investigación en el campo de la criogenia, y en ocasiones se le denomina frasco de Dewar, en su honor. Mientras realizaba experimentos para determinar el calor específico del elemento paladio, Dewar formó una cámara de latón que encerró en otra cámara para mantener el paladio a la temperatura deseada. Evacuó el aire entre ambas cámaras, y creó así un vacío parcial para mantener la temperatura del contenido estable. Al necesitar ese envase aislado, Dewar creó el frasco de vacío, que se convirtió en una herramienta significativa para experimentos químicos y también en un elemento común de las casas. El frasco se desarrolló más tarde utilizando nuevos materiales como el cristal y el aluminio; sin embargo, Dewar se negó a patentar su invención.

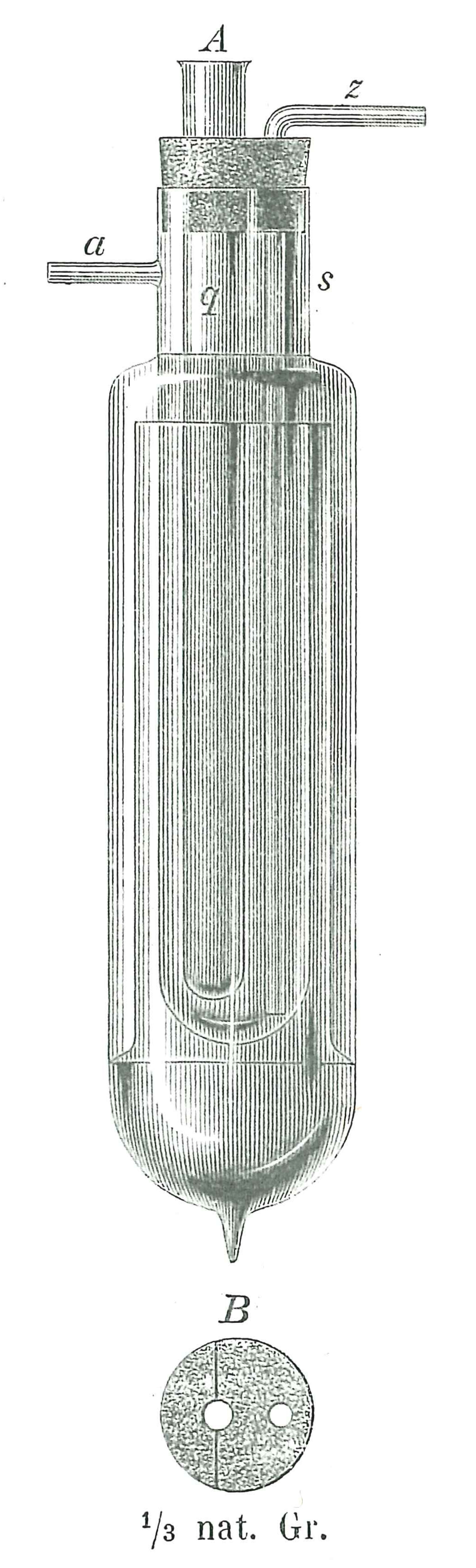
De la descripción del frasco de vacío de Weinhold, de 1881.

Antes de la invención de Dewar, el químico y médico alemán Adolf Ferdinand Weinhold inventó su propia versión de un frasco de vacío, en 1881.
El diseño de Dewar se transformó rápidamente en un artículo comercial en 1904, cuando dos sopladores de vidrio alemanes (uno de ellos Reinhold Burger) descubrieron que podría utilizarse para mantener calientes las bebidas calientes, y frías las bebidas frías. El diseño del frasco de Dewar nunca se patentó, pero los alemanes que descubrieron su uso comercial renombraron el producto, Thermos —que significa ‘calor’ en griego —, y reclamaron los derechos sobre el producto comercial y la marca registrada. La fabricación y el funcionamiento de la botella Thermos fueron mejorados y refinados perceptiblemente por el inventor y comerciante vienés Gustav R. Paalen, que diseñó diversos tipos para el uso doméstico, que patentó y distribuyó ampliamente, a través de Thermos Bottle Companies, también en los Estados Unidos y en Canadá.
El nombre se convirtió más tarde en una marca vulgarizada, después de que el término thermos se convirtió en el nombre familiar de un recipiente líquido de este tipo. El frasco de vacío pasó a ser utilizado para muchos tipos diferentes de experimentos científicos, y el comercial "Thermos" se transformó en un producto de consumo común. Finalmente, otros fabricantes produjeron productos similares para el uso de los consumidores. "Thermos" sigue siendo una marca registrada en algunos países, pero fue declarada una marca vulgarizada en los Estados Unidos en 1963, ya que coloquialmente es sinónimo de frascos de vacío en general. Sin embargo, hay otros frascos de vacío.
Existe en la actualidad un variado número de instrumentos que permiten determinar los parámetros cambiantes asociados a la temperatura, y son las llamadas termobalanzas.

## Descripción

Diagrama de un termo.

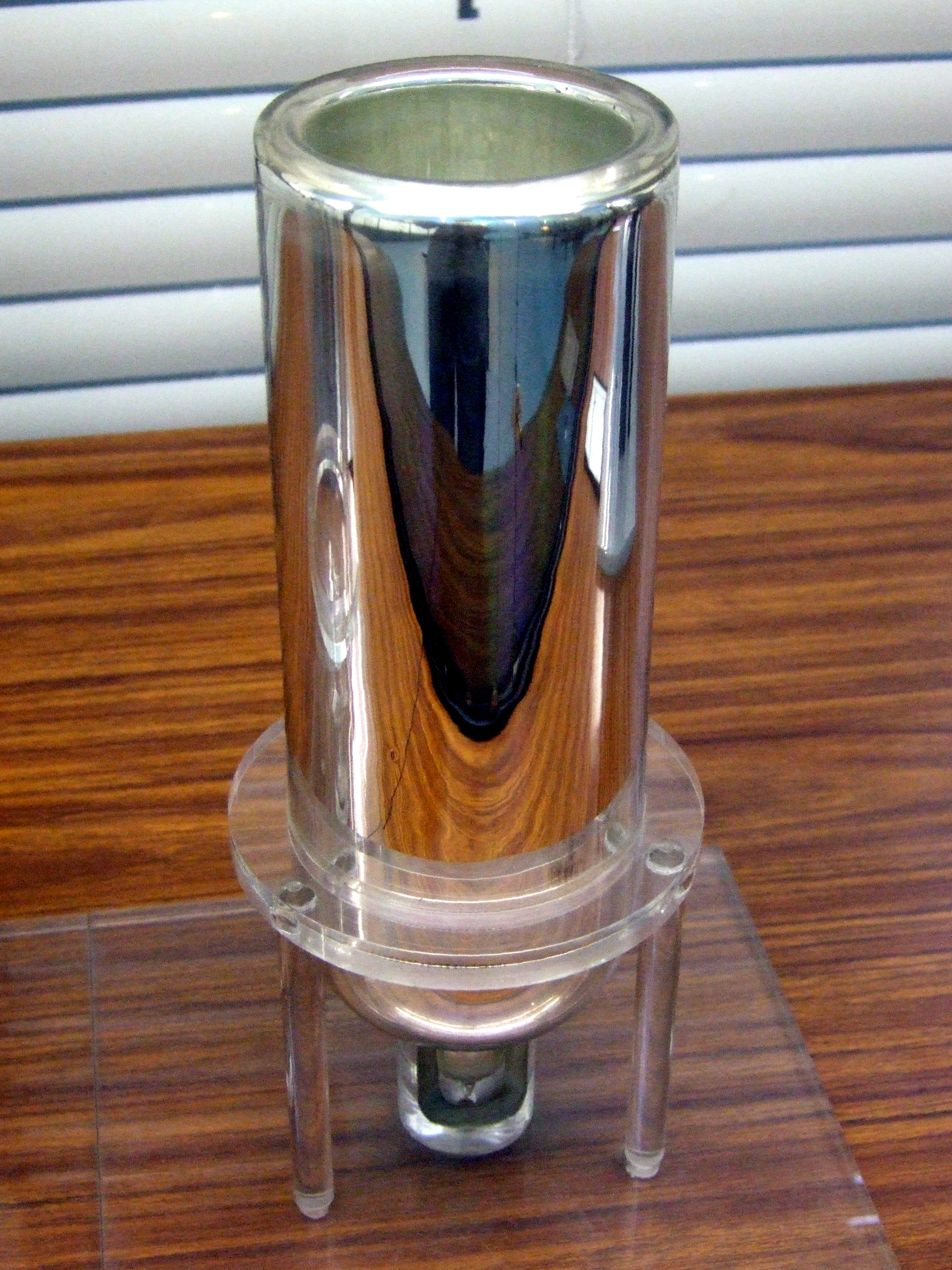
Frasco Dewar de laboratorio, en el Deutsches Museum, Múnich.

El termo consta de dos recipientes, uno dentro del otro y unidos por el cuello. El espacio entre los dos recipientes se vacía parcialmente de aire, creando un vacío parcial que reduce la conducción  y la convección de calor. La transferencia de calor por radiación térmica puede minimizarse plateando las superficies de los recipientes que conforman el termo, pero puede resultar problemático si el contenido o el entorno del recipiente están muy calientes; por ello, los recipientes de vacío suelen mantener el contenido por debajo del punto de ebullición del agua. La mayor parte de la transferencia de calor se produce a través del cuello y la abertura del e<recipiente, donde no hay vacío. Los recipientes de vacío suelen estar hechos de metal, vidrio borosilicato, espuma o plástico y tienen en su abertura un tapón de corcho o plástico de polietileno. Los termos se utilizan a menudo como contenedor de transporte aislado.
Los frascos al vacío extremadamente grandes o largos a veces no pueden soportar completamente el frasco interior sólo desde el cuello, por lo que se proporciona un soporte adicional mediante espaciadores entre la carcasa interior y la exterior. Estos espaciadores actúan como puente térmico y reducen parcialmente las propiedades aislantes del matraz alrededor de la zona en la que el espaciador entra en contacto con la superficie interior.
Varias aplicaciones tecnológicas, como las máquinas de RMN y IRM, se basan en el uso de recipientes de doble vacío. Estos recipientes tienen dos secciones de vacío. El recipiente interior contiene helio líquido y el exterior contiene nitrógeno líquido, con una sección de vacío intermedia. De esta forma se limita la pérdida del preciado helio.
Otras mejoras del recipiente de vacío incluyen el escudo de radiación refrigerado por vapor y el cuello refrigerado por vapor, ambos ayudan a reducir la evaporación del contenido del recipiente.
En teoría, un termo podría, por lo tanto, ser una aproximación a un aislante perfecto para su contenido, por ejemplo, manteniendo una taza de café caliente durante una década. En la práctica, sin embargo, la pared interior del recipiente se une a la pared exterior, generalmente en la boca del envase, en la cual una leve conducción del calor ocurre entre las paredes interiores y exteriores (quedando el vacío en medio).
Los termos se han hecho históricamente de vidrio aunque ahora también se hacen de metal, que los hace más duraderos y menos propensos a la rotura.

## Termo para nitrógeno

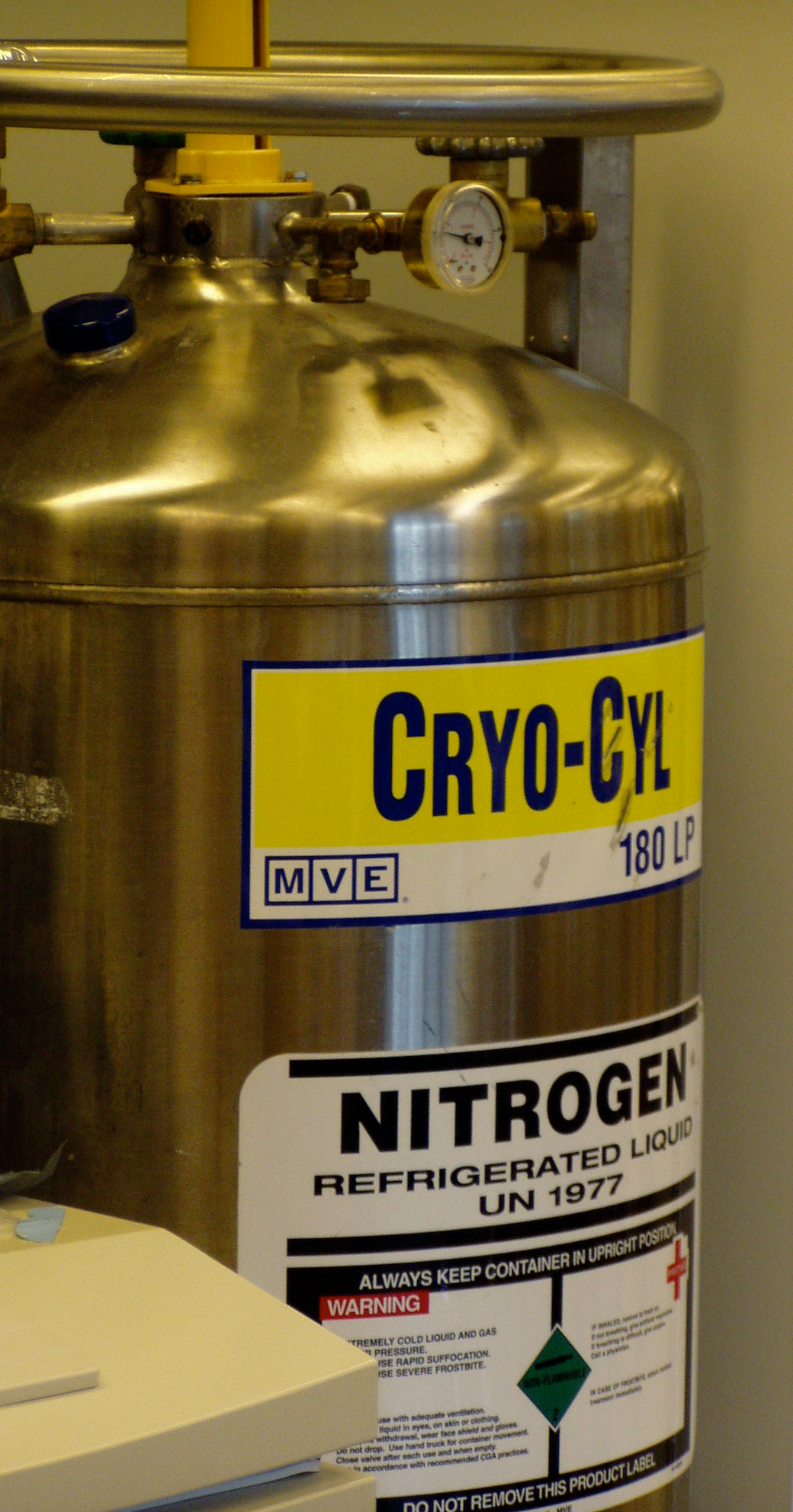
Un dewar de almacenamiento criogénico de nitrógeno líquido, usado para suministrar un congelador criogénico.

Este tipo de termo es un envase cilíndrico que tiene un tamaño de 70 x 20 centímetros. Su interior está lleno de nitrógeno líquido, que congela a una temperatura de −190 °C. Este tipo de envase es muy utilizado en la inseminación artificial en humanos y en animales.
El nitrógeno se evapora dentro de él y se sugiere un cambio de nitrógeno cada 2 meses.
Otro tipo es el termo biberón para bebés que está compuesto de una botella de vidrio isotérmica para mantener la leche a una temperatura constante. Una de sus características más notable es su cristal, con el paso del tiempo se mantiene transparente y en pocos casos de raya debido a la calidad del cristal. Suele ser más pesado que una típica botella de plástico, este pequeño inconveniente lo hace menos manejable para los padres o para el mismo niño.

## Seguridad

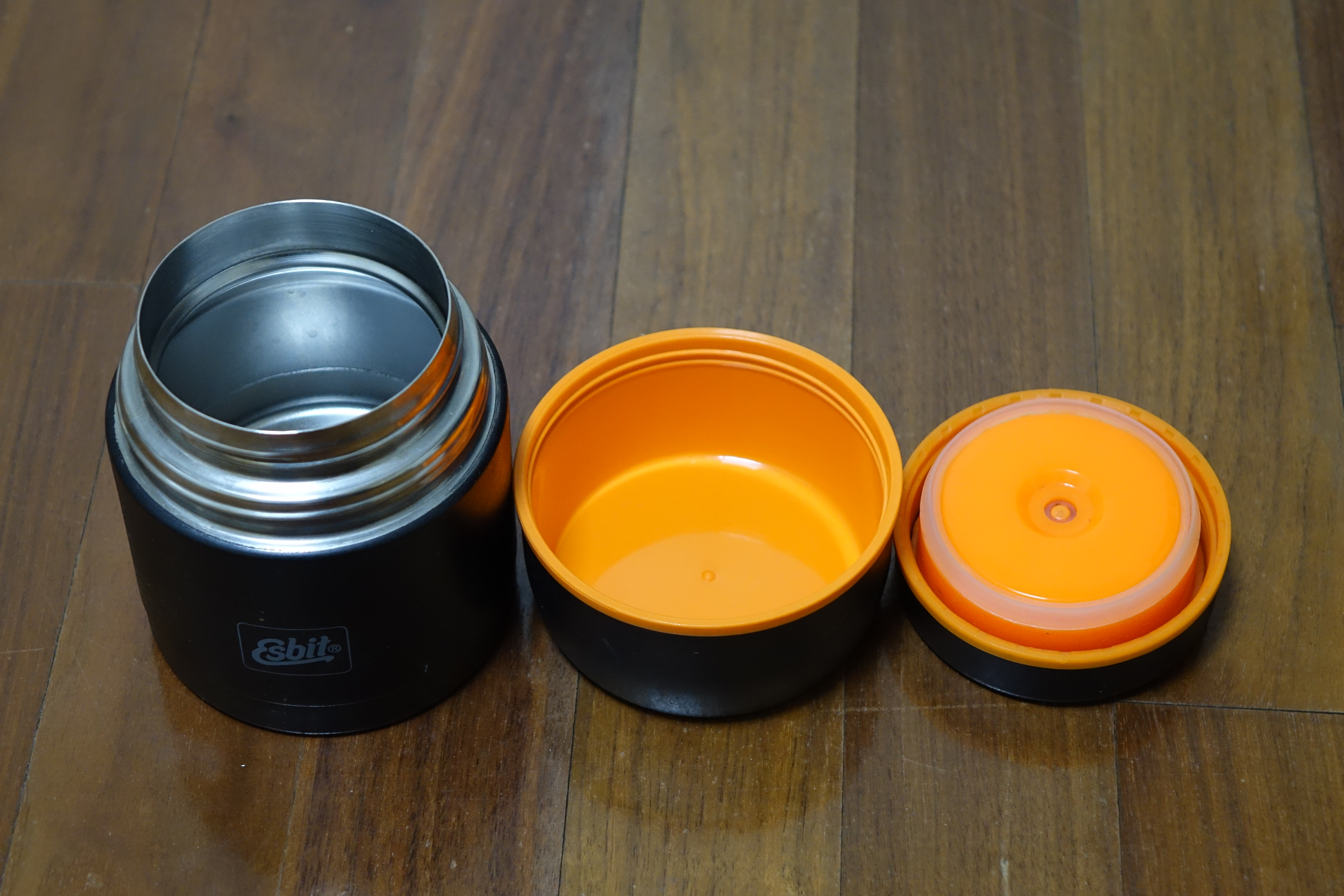
Un termo diseñado para alimentos: bajo, con una abertura ancha.

Los termos al vacío corren el riesgo de implosión, y los recipientes de vidrio al vacío, en particular, pueden romperse inesperadamente.  Astillas, arañazos o grietas pueden ser un punto de partida para un fallo peligroso del recipiente, especialmente cuando la temperatura del recipiente cambia rápidamente (cuando se añade líquido caliente o frío). Se aconseja preparar adecuadamente el termo Dewar templándolo antes de su uso para mantener y optimizar el funcionamiento de la unidad. Los frascos de vacío de vidrio suelen estar encajados en una base metálica con el cilindro contenido o recubierto de malla, aluminio o plástico para facilitar su manipulación, protegerlo de daños físicos y contener los fragmentos en caso de rotura.
Además, los dewars de almacenamiento criogénico suelen estar presurizados, y pueden explotar si no se utilizan válvulas de alivio de presión.
La dilatación térmica debe tenerse en cuenta a la hora de diseñar un frasco de vacío. Las paredes interiores y exteriores están expuestas a temperaturas diferentes y se dilatan a velocidades diferentes. El termo puede romperse debido a la diferencia de dilatación térmica entre las paredes interior y exterior. Para evitar la rotura y mantener la integridad del vacío, se suelen utilizar juntas de dilatación en los termos tubulares.

## El termo Stanley
El 2 de septiembre de 1913, William Stanley Jr. patentó el termo de vacío totalmente de acero.  La idea surgió a raíz de su trabajo con transformadores, durante el cual descubrió que un proceso de soldadura que estaba utilizando podía servir para aislar un frasco de vacío con acero en lugar de vidrio. 
La nueva botella de Stanley se anunció en The Berkshire Courier el 8 de julio de 1915. Poco después, estableció la Stanley Insulating Company en Great Barrington, Massachusetts, y comenzó la producción en masa de la botella bajo las etiquetas Ferrostat, y más tarde Supervac. Consiguió apoyo financiero para la empresa de su amigo William H. Walker, que fue su presidente, mientras que Stanley ocupaba el cargo de vicepresidente. Walker acabaría tomando el control de toda la empresa.
William Stanley murió en 1916, a la edad de 57 años. Walker murió poco después, en 1917.
En 1921, la empresa fue adquirida por Landers, Frary & Clark de New Britain, Connecticut que fabricaba las botellas aislantes de Stanley bajo su nombre comercial Universal. La empresa siguió fabricando en Great Barrington hasta 1933, cuando Landers, Frary & Clark consolidó sus operaciones con su fábrica de New Britain.
El termo Stanley se hizo famoso por su durabilidad. Fue el único termo totalmente de acero en producción hasta mediados de la década de 1960.  El ejército de los Estados Unidos probó los termos Stanley en la Primera Guerra Mundial lanzándolos desde aviones y atropellándolos con maquinaria pesada.  Los termos Stanley los llevaban los pilotos de bombarderos durante la Segunda Guerra Mundial.

## Mecanismos de fuga de energía
Un termo de vacío, comúnmente utilizado para aislar líquidos y mantener su temperatura, depende de varios mecanismos para minimizar la transferencia de calor y preservar el contenido a la temperatura deseada durante un período prolongado. Sin embargo, con el tiempo, ciertos mecanismos de fuga de calor pueden afectar el rendimiento a largo plazo del termo de vacío. Estos mecanismos incluyen la conducción de calor, la convección, la radiación e incluso las fugas en el espacio de vacío. Comprender estos factores es crucial para maximizar la eficiencia térmica del termo a lo largo de su vida útil.
Conducción de calor
La conducción es el proceso por el cual el calor fluye a través de materiales sólidos. En un termo de vacío, la conducción ocurre principalmente a través de los materiales que forman las paredes del termo, incluidas las capas interna y externa, así como cualquier componente de metal o plástico. Si bien el vacío entre las paredes interna y externa actúa como un aislante efectivo para evitar la transferencia de calor, cualquier imperfección o degradación gradual del material aislante puede permitir que el calor pase a través. Esto es especialmente cierto cuando el termo se somete a impactos físicos frecuentes o altas temperaturas, lo que puede debilitar la integridad estructural de las capas aislantes. Con el tiempo, las propiedades conductivas de los materiales pueden degradarse, lo que provoca un aumento de la pérdida de calor y reduce la capacidad del termo para mantener la temperatura.
Convección de calor
La convección implica el movimiento de calor a través de un fluido, como aire o líquido, dentro del termo. El vacío entre las capas interna y externa de un termo de vacío está diseñado para reducir la presencia de moléculas de aire, evitando la convección. Sin embargo, si el sello del termo se ve comprometido debido al desgaste, daño o deterioro del tapón, pequeñas cantidades de aire pueden entrar en la cámara de vacío. Esto reintroduce la posibilidad de convección, ya que las moléculas de aire pueden transferir calor más fácilmente que el vacío. Como resultado, este cambio sutil en el entorno del termo puede causar un aumento notable en la tasa de pérdida de calor con el tiempo.
Radiación de calor
La radiación es otra forma de transferencia de calor que ocurre a través de ondas electromagnéticas, particularmente radiación infrarroja. Si bien el recubrimiento reflectante en la superficie interna del termo minimiza la pérdida de calor por radiación, el uso prolongado puede llevar al deterioro de este recubrimiento. La superficie reflectante puede perder su capacidad de reflejar de manera efectiva la radiación infrarroja, lo que permite que el calor escape con mayor facilidad. Los arañazos, las astillas o la decoloración en la superficie del termo también pueden reducir su resistencia a la radiación de calor, lo que contribuye a la degradación del rendimiento a largo plazo.
Pérdida de la integridad del vacío
El factor más significativo que afecta el rendimiento a largo plazo de un termo de vacío es la posible pérdida de la integridad del vacío. El espacio de vacío entre las capas interna y externa es crucial para aislar el termo, ya que esencialmente elimina los medios a través de los cuales ocurre la transferencia de calor. Con el tiempo, el vacío puede verse comprometido debido a defectos de fabricación, desgaste o daño al termo. Si el vacío se filtra, la eficiencia aislante se reduce drásticamente, lo que provoca una transferencia de calor más rápida y una menor capacidad para mantener los líquidos calientes o fríos.